# 尼爾森冰川
71°31′S 169°41′E / 71.517°S 169.683°E
尼爾森冰川是南極洲的冰川，位於維多利亞地的彭內爾海岸，全長7公里，最終在卡爾夫角以西注入羅伯特森灣西部，由英國的探險隊繪入地圖。